# Gynoplistia trifasciata
Gynoplistia trifasciata är en tvåvingeart som beskrevs av Edwards 1923. Gynoplistia trifasciata ingår i släktet Gynoplistia och familjen småharkrankar. Inga underarter finns listade i Catalogue of Life.